# تیم ملی فوتبال زنان آندورا
تیم ملی فوتبال زنان آندورا نماینده آندورا در مسابقات فوتبال زنان است و تحت نظارت فدراسیون فوتبال آندورا، نهاد حاکم بر فوتبال در آندورا قرار دارد.

## شمایل تیم
کیت‌ها
تأمین کنندگان کیت
| تأمین کننده کیت | دوره      |
| --------------- | --------- |
| آدیداس          | ۲۰۱۴–کنون |